# Sportåret 1995

## Händelser

### Allmänt
- 11 mars - Den homosexuelle ishockeyspelaren Peter Karlsson mördas av en nynazist i Västerås.
- 16 juni - IOK meddelar från Budapest att olympiska vinterspelen 2002 avgörs i Salt Lake City och inte i Östersund, Sion eller Québec.[1]
- 15 december - Bosmandomen i EU-domstolen kungörs, och innebär i praktiken att en spelare som fullgjort sitt kontrakt kan byta klubb i ett annat EU-land utan att den nya klubben behöver ersätta den gamla.[1]

### Amerikansk fotboll
- San Francisco 49ers besegrar San Diego Chargers med 49 - 26 i Super Bowl XXIX (Final för 1994.)
- Solna Chiefs besegrar Limhamn Griffins med 22 - 0 och blir därmed svenska mästare.

#### NFL:s slutspel
- I slutspelet deltar från och med 1990 12 lag. I slutspelets omgång I deltar tre Wild Cards tillsammans med den tredje-seedade divisionssegraren. Lag 3 möter lag 6 och lag 4 möter lag 5. Lagen som seedats etta och tvåa går direkt till omgång II.

##### NFC (National Football Conference)
- - Lagen seedades enligt följande
- 1 Dallas Cowboys
- 2 San Francisco 49ers
- 3 Green Bay Packers
- 4 Philadelphia Eagles (Wild Card)
- 5 Detroit Lions (Wild Card)
- 6 Atlanta Falcons (Wild Card)

- - Omgång I (Wild Cards)
- Philadelphia Eagles besegrar Detroit Lions med 58 – 37
- Green Bay Packers besegrar Atlanta Falcons med 37 - 20

- - Omgång II
- Green Bay Packers besegrar San Francisco 49ers med 27 – 17
- Dallas Cowboys besegrar Philadelphia Eagles med 30 - 11

- -     - Omgång III
- Dallas Cowboys besegrar Green Bay Packers med 38 - 27 i NFC-finalen

##### AFC (American Football Conference)
- - Lagen seedades enligt följande
- 1 Kansas City Chiefs
- 2 Pittsburgh Steelers
- 3 Buffalo Bills
- 4 San Diego Chargers (Wild Card)
- 5 Indianapolis Colts (Wild Card)
- 6 Miami Dolphins (Wild Card)

- - Omgång I (Wild Cards)
- Buffalo Bills besegrar Miami Dolphins 37 – 22
- Indianapolis Colts besegrar Kansas City Chiefs 35 – 20

- - Omgång II
- Pittsburgh Steelers besegrar Buffalo Bills med 40 – 21
- Indianapolis Colts besegrar Miami Dolphins med 10 - 7

- -     - Omgång III
- Pittsburgh Steelers besegrar Indianapolis Colts med 20 - 16  i AFC-finalen

### Badminton
- 4-6 februari - Svenska mästerskapen avgörs i Göteborg.[1]
- 15-19 mars - All England Badminton Championship spelas i Birmingham.[1]
- 17-28 maj - Världsmästerskapen spelas i Lausanne.[1]

### Bandy
- 5 februari - Sverige blir världsmästare genom att i finalen i Roseville, Minnesota i USA besegra Ryssland med 6–4. Finland vinner brons.[2]
- 18 mars - AIK blir svenska mästare för damer efter finalvinst över Västerstrands AIK med 6-4 på Studenternas IP i Uppsala.[3]
- 19 mars - IF Boltic blir svenska mästare för herrar efter finalvinst över Vetlanda BK med 2-1 på Studenternas IP i Uppsala.[4][5]
- 29 oktober - IF Boltic vinner World Cup i Ljusdal genom att i finalen besegra Västerås SK med 2-1 efter sudden death.[6]

### Baseboll
- 28 oktober - National League-mästarna Atlanta Braves vinner World Series med 4–2 i matcher över American League-mästarna Cleveland Indians.[7]

### Basket
- 15 april - Alvik Basket blir svenska mästare för herrar genom att finalslå Kärcher Basket med 3-0 i matcher.[1]
- 14 juni - Houston Rockets vinner NBA-finalserien mot Orlando Magic.[8]
- 18 juni - Ukraina vinner damernas Europamästerskap genom att finalslå Italien med 77-66 i Brno.[9]
- 2 juli - FR Jugoslavien vinner herrarnas Europamästerskap genom att finalslå Litauen med 96-90 i Aten.[10]
- Bro Basket blir svenska mästare för damer genom att finalslå Stockholm Capitals med 3-0 i matcher.[1]

### Bordtennis
- 3-5 februari - Jan-Ove Waldner, Sverige vinner herrklassen vid Europa Top 12 i Dijon.[1]
- 8-12 mars - Svenska mästerskapen avgörs i Östersund.[1]
- 1-15 mars - Världsmästerskapen avgörs i Tianjin.[1]
- Kina segrar i lagtävlingen för herrar före Sverige i världsmästerskapen.
- Kina segrar i lagtävlingen för damer med Sverige på femte plats i världsmästerskapen.

### Bowling
- 9-15 juli - Sverige blir bästa nation på världsmästerskapen i Reno.[1]

### Boxning
- 3-6 mars - Svenska mästerskapen avgörs i Gävle.[1]
- 5-14 maj - Amatörvärldsmästerskapen avgörs i Berlin. Kuba dominerar tävlingarna.[1]
- 19 augusti - Tidigare tungviktsvärldsmästaren Mike Tyson, USA gör comeback i boxningsringen efter tre år i fängelset för våldtäkt, och besegrar Pete McNeeley, USA inför drygt 16 500 åskådare i Las Vegas, och vinner matchen efter endast 89 sekunder.[1]
- 7 oktober - George Scott, Sverige besegrar Rafael Ruelas, USA i Paradise Island och kan därmed titulera sig världsmästare i lättvikt.[1]

### Brottning
- 26-29 april - Europamästerskapen i grekisk-romersk stil avgörs i Besançon.[1]
- 12-15 oktober - Europamästerskapen i grekisk-romersk stil avgörs i Prag.[1]

### Curling
- Kanada vinner världsmästerskapet för herrar i Brandon före Skottland och Tyskland.[1]
- Sverige vinner världsmästerskapet för damer i Brandon före Kanada och Norge.[1]
- 16 december - Tyskland vinner Europamästerskapet för damer i Grindelwald genom att finalslå Skottland.[1]
- Skottland vinner Europamästerskapet för herrar i Grindelwald genom att finalslå Schweiz.[1]

### Cykel
- 4 juni - Tony Rominger, Schweiz vinner Giro d'Italia.[1]
- 14-19 juni - 25-årige Erik Dekker, Nederländerna vinner Postgirot före Michel Lafis, Sverige.[1]
- 1-23 juli - Miguel Induráin, Spanien vinner Tour de France för femte året i rad.[1]
- 2-8 oktober - Världsmästerskapen avgörs i Duitama.[1]

- Abraham Olano, Spanien vinner landsvägsloppet i VM.
- Laurent Jalabert, Frankrike vinner Vuelta a España

### Drakbåtspaddling

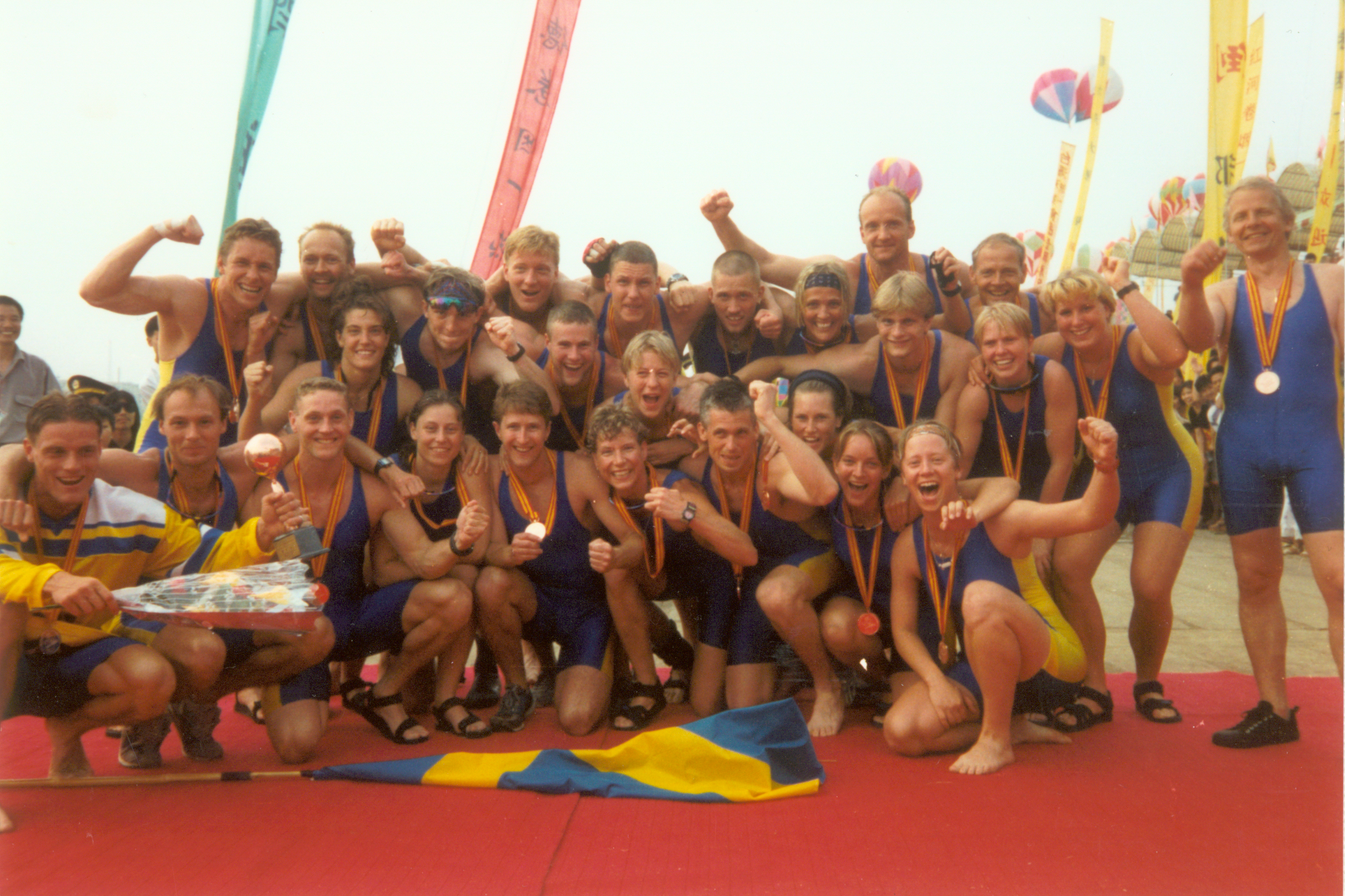
Lagfoto för det svenska landslaget i 20manna mixed 500 meter som tog brons.

- Den 12-15 juni avgjordes drakbåts-VM för landslag 1995 i Yueyang i Kina. Det svenska drakbåtslandslaget tog sin första VM-medalj någonsin i form av brons i 20manna mixed 500 meter. Kina vann guld på alla distanser.

### Fotboll
- 26 mars – Tyskland vinner Europamästerskapet för damer efter finalvinst mot Sverige med 3-2 i Kaiserslautern.[11]
- 10 maj - Real Zaragoza vinner Europeiska cupvinnarcupen genom att besegra Arsenal FC med 2–1 efter förlängning i finalen på Parc des Princes i Paris.[12]
- 17 maj - Parma AC vinner UEFA-cupen genom att besegra Juventus FC i finalerna.[12]
- 20 maj - Everton FC vinner FA-cupfinalen mot Manchester United FC med 1-0 på Wembley Stadium.[13]
- 24 maj - AFC Ajax vinner UEFA Champions League genom att i finalen besegra AC Milan med 1-0 på Ernst-Happel-Stadion i Wien.[12]
- 25 maj - Halmstads BK vinner Svenska cupen för herrar genom att besegra AIK med 3–1 i finalen på Gamla Ullevi i Göteborg.[14]
- 18 juni - Norge blir världsmästare i fotboll för damer genom att i finalen besegra Tyskland med 2–0 på Råsunda fotbollsstadion i Solna. USA slutar trea.[15]
- 16 juli – Uruguay vinner Copa América genom att vinna finalen mot Brasilien med 5-3 på straffar efter 1-1 i ordinarie speltid och förlängning i Montevideo.[16]
- 24 september - Hammarby IF vinner Svenska cupen för damer genom att finalslå Älvsjö AIK med 1-0.[17][18]
- Oktober – IK Oddevold och Umeå IK går upp i Allsvenskan efter vinst i Söderettan respektive Norrettan.
- 16 oktober – Jörgen Pettersson från Sverige säljs av svenska Malmö FF till tyska VfL 1900 Borussia Mönchengladbach för 20 miljoner svenska kronor, och blir därmed den dittills dyraste svenske fotbollsspelaren.[1]
- 28 oktober – Allsvenskan 1995 avslutas med skandal på Stockholms stadion då matchen Djurgårdens IF-Halmstads BK bryts vid ställningen 0-2, sedan en åskådare överfallit domaren.[1]
- Okänt datum – George Weah, Liberia, utses till Årets spelare i Europa, Årets spelare i Afrika och Världens bästa fotbollsspelare.
- Okänt datum – Enzo Francescoli, Uruguay, utses till Årets spelare i Sydamerika.
- Okänt datum – Masami Ihara, Japan, utses till Årets spelare i Asien.
- Okänt datum – Christian Karembeu, Frankrike/Nya Kaledonien, utses till Årets spelare i Oceanien.

#### Ligasegrare / resp. lands mästare
- Belgien - RSC Anderlecht
- England - Blackburn Rovers FC
- Frankrike - FC Nantes Atlantique
- Italien - Juventus FC
- Nederländerna – AFC Ajax
- Skottland - Rangers FC
- Portugal – FC Porto
- Spanien - Real Madrid CF
- Sverige - IFK Göteborg (herrar) Älvsjö AIK (damer)
- Tyskland - BV Borussia 09 Dortmund

### Friidrott
- 10-12 mars - Inomhusvärldsmästerskapen avgörs i Barcelona.[1]
- 10 juni - Åke Eriksson, Sverige vinner herrklassen i Stockholm Marathon medan Ingmarie Nilsson, Sverige vinner damklassen.[1]
- 4-13 augusti - Världsmästerskapen anordnas i Göteborg.[1]
- 21-23 juli - Svenska mästerskapen anordnas i Sollentuna.[1]
- 1 oktober - Paul Evans, Kenya vinner herrklassen medan Annemarie Sandell, Finland vinner damklassen vid Lidingöloppet.[1]
- 31 december - Paul Tergat, Kenya vinner herrklassen och Carmen Oliveira, Brasilien vinner damklassen vid Sylvesterloppet i São Paulo.[19]
- Cosmas Ndeti, Kenya vinner herrklassen vid Boston Marathon.[20] medan Uta Pippig, Tyskland vinner damklassen.[21]

### Golf

#### Herrar
- 3-6 augusti - Jesper Parnevik, Sverige vinner Scandinavian Masters på Barsebäck GCC och blir därmed förste svenske segraren i turneringen.[1]
- 17-20 augusti - Karrie Webb, Australien vinner British Open i Wolburn medan Annika Sörenstam, Sverige och Jill McGill, USA delar på andrapriset.[1]
- 21-24 september - Europa slår USA med 14.5-13.5 i Rochester och vinner därmed Ryder Cup.[1]
- 19-22 oktober - Skottland vinner Dunhill Cup genom att finalslå Zimbabwe.[1]

- Mest vunna prispengar på PGA-touren:  Greg Norman, Australien med 1 654 959$
- Mest vunna prispengar på Champions Tour (Senior-touren): Jim Colbert, USA med 1 444 386$

##### Majorstävlingar
- 20-23 juli - Johny Daly, USA vinner British Open på Saint Andrews-banan.[1]

- The Masters - Ben Crenshaw, USA
- US Open - Corey Pavin, USA
- PGA Championship - Steve Elkington, Australien

#### Damer
- 28 november - Svenske golfspelerskan Annika Sörenstam tilldelas Svenska Dagbladets guldmedalj.[1]
- Mest vunna prispengar på LPGA-touren: Annika Sörenstam, Sverige med 666 533$

##### Majorstävlingar
- 13-16 juli - 24-årige Annika Sörenstam, Sverige vinner US Womens Open på Broadmoorbanan i Colorado Springs.[1]

- Kraft Nabisco Championship - Nanci Bowen, USA
- LPGA Championship - Kelly Robbins, USA
- Du Maurier Classic - Jenny Lidback, Peru

### Handboll
- 20 april - Redbergslids IK blir svenska herrmästare.[1]
- 21 maj - Frankrike blir herrvärldsmästare genom att finalbesegra Kroatien med 23-19 i Reykjavik.[22]
- 17 december - Sydkorea blir damvärldsmästare genom att finalbesegra Ungern med 25-20 i Wiener Neustadt.[23]

### Hastighetsåkning på skridskor
- 6-8 januari - Rintje Ritsma, Nederländerna blir herr-Europamästare i Heerenveen före FaFalko Zandstra, Nederländerna.[1]
- 11-12 februari - Rintje Ritsma, Nederländerna blir herrvärldsmästare i Baselga di Pinè.[1]

### Hästsport

#### Hästhoppning
- 14-17 april - Världscupen i hästhoppning avslutas i Scandinavium i Göteborg.[1]

#### Travsport
- 29 januari - Den svenske kusken Helen A Johansson vinner travtävlingen Prix d'Amerique i Paris med hästen Ina Scot.[1]
- 28 maj - Erik Berglöf med Copiad i sulkyn vinner Elitloppet på Solvalla travbana.[1]
- 4 september - Svenskt travderby avgörs på Jägersro.[1]

### Innebandy
- 22 april - Kista IBK blir svenska mästare för herrar genom att besegra Fornudden IB med 2–1 i matcher i finalserien.[24]
- 23 april - IBK Lockerud blir svenska mästare för damer genom att besegra Hagsätra IBK med 2–1 i matcher i finalserien.[25]
- 20 maj
  - Finland vinner Öppna Europamästerskapet för herrar i Schweiz, genom att Sverige med 3–2 efter straffslagstävling i finalen. Schweiz tar brons.[26]
  - Sverige vinner Öppna Europamästerskapet för damer i Schweiz, genom att Norge med 8–2 i finalen. Finland tar brons.[26]

### Ishockey
- 4 januari - Kanada vinner juniorvärldsmästerskapet i Red Deer före Ryssland och Sverige.[27]
- 6 februari - Sverige vinner Sweden Hockey Games i Stockholm före Ryssland och Tjeckien.[28]
- 14 mars - Kent Forsberg utnämns till förbundskapten för Sveriges herrar från säsongen 1995/1996.[29]
- 25 mars - Finland vinner Europamästerskapet för damer i Riga före Sverige och Schweiz.[30]
- 6 april - HV71 blir svenska herrmästare efter slutspelsvinst över Brynäs IF med 3 matcher mot 2.[31]
- 8 april - Kanada vinner Stillahavsmästerskapet för damer i San José genom att finalslå USA med 3-2 på straffar efter 1-1 i ordinarie speltid.[32]
- 4 maj - Andorra inträder i IIHF.[33]
- 7 maj - Finland blir herrvärldsmästare genom att i finalen besegra Sverige med 4-1 i Stockholm. Kanada slutar på tredje plats.[34]
- 24 juni - Stanley Cup vinns av New Jersey Devils som besegrar Detroit Red Wings med 4 matcher mot 0 i slutspelet.[35]
- 21 december - Ryssland vinner Izvestijaturneringen i Moskva före Tjeckien och Sverige.[36]
- 30 december - Jokerit, Finland vinner Europacupen genom att finalslå Kölner EC, Tyskland med 3-2 på straffar i Köln efter 3-3 i ordinarie speltid.[37]

### Kanotsport
- 15-20 augusti - Världsmästerskapen avgörs i Duisburg.[1]

### Konståkning
- 30 januari-4 februari - Europamästerskapen avgörs i Dortmund.[1]
- 6-12 mars - Världsmästerskapen avgörs i Birmingham.[1]

#### VM
- Herrar – Elvis Stojko, Kanada
- Damer – Lu Chen, Kina
- Paråkning – Radka Kovariková & Rene Novotny, Tjeckien
- Isdans – Oksana Grisjuk & Jevgenij Platov, Ryssland

#### EM
- Herrar – Ilja Kulik, Ryssland
- Damer – Surya Bonaly, Frankrike
- Paråkning – Mandy Wötzel & Ingo Steuer, Tyskland
- Isdans – Susanna Rahkamo & Petri Kokko, Finland

### Modern femkamp
- 25-30 juli - Världsmästerskapen avgörs i Basel.[1]

### Motorsport

#### Enduro
- Anders Eriksson, Sverige blir världsmästare i 350cc-klassen, fyrtakt på en Husaberg.

#### Formel 1
- 12 november - Världsmästare blir Michael Schumacher, Tyskland genom att säkra titeln vid Australiens Grand Prix.[1]

#### Isracing
- Per-Olof Serenius, Sverige blir världsmästare.

#### Rally
- 22 november - Colin McRae, Storbritannien vinner rally-VM.

#### Speedway
- 30 september - Hans Nielsen, Danmark vinner Speedway Grand Prix vid sista deltävlingen i London före Tony Rickardsson, Sverige och Sam Ermolenko, USA.[1]

#### Sportvagnsracing
- 17-18 juni - Yannick Dalmas, JJ Lehto och Masanori Sekiya vinner Le Mans 24-timmars med en McLaren F1.

### Orientering
- 6-7 maj - Tiomila avgörs i Riala socken.[1]
- 15-20 augusti - Världsmästerskapen avgörs i Detmold.[38]
- 24-28 juli - Femdagarsloppet avgörs i Hässleholm.[1]

### Rodd
- 20-27 augusti - Världsmästerskapen avgörs i Tammerfors.[1]

### Segling
- 13 maj - New Zealand, Nya Zeeland vinner America's Cup utanför San Diego efter finalseger mot Young America, USA med 5-0 i seglingar.[1]

### Simning
- 19-23 juli - Svenska långbanemästerskapen avgörs i Landskrona.[1]
- 17-27 augusti - Europamästerskapen avgörs i Wien.[1]

- Vid VM i simning på kort bana uppnås följande svenska resultat:
  - 200 m individuell medley, damer – 3. Louise Karlsson
  - Lagkapp 4 x 100 m frisim, damer – 3. Sverige – (Johanna Sjöberg, Louise Karlsson, Linda Olofsson och Louise Jöhncke)
- Vid EM i simning på lång bana uppnås följande svenska resultat:
  - 200 m frisim, herrar - 2. Anders Holmertz
  - 400 m frisim herrar - 2. Anders Holmertz
  - Lagkapp 4 x 100 m frisim, herrar - 2. Sverige (Lars Frölander, Christer Wallin, Fredrik Letzler och Anders Holmertz)
  - Lagkapp 4 x 200 m frisim, herrar - 3. Sverige (Christer Wallin, Anders Holmertz, Lars Frölander och Chris Eliasson)
  - 50 m frisim, damer - 1. Linda Olofsson
  - Lagkapp 4 x 100 m frisim, damer- 2. Sverige (Louise Jöhncke, Louise Karlsson, Linda Olofsson och Ellenor Svensson)

### Skidor, alpina grenar
- 7 februari - Svenske alpine skidåkaren Thomas Fogdö slår ryggen i ett träd på träning i Åre, och förlamas.[1]
- 26 januari - FIS beslutar, fyra dagar före premiären, att på grund av snöbrist skjuta upp världsmästerskapen i Sierra Nevada ett år fram i tiden[1]
- 18-19 mars - Världscupfinalerna avgörs i Bormio. Alberto Tomba, Italien vinner herrarnas totalcup medan den på damsidan vinns av Vreni Schneider, Schweiz.[1]
- 27 mars-2 april - Patrik Järbyn och Ylva Novwén dominerar Svenska mästerskapen i Sollefteå.[1]

#### Herrar

##### Världscupen
- Totalsegrare: Alberto Tomba, Italien
- Slalom: Alberto Tomba, Italien
- Storslalom: Alberto Tomba, Italien
- Super G: Peter Runggaldier, Italien
- Störtlopp: Luc Alphand, Frankrike
- Kombination: Marc Girardelli, Luxemburg

##### SM
- - Slalom vinns av Fredrik Nyberg, Sundsvalls SLK. Lagtävlingen vinns av Sundsvalls SLK.
  - Storslalom vinns av Patrik Järbyn, Åre SLK. Lagtävlingen vinns av Sundsvalls SLK.
  - Super G vinns av Johan Wallner, Filipstads SLK. Lagtävlingen vinns av Sundsvalls SLK.
  - Störtlopp vinns av Patrik Järbyn, Åre SLK. Lagtävlingen vinns av Åre SLK.
  - Kombination vinns av Johan Wallner, Filipstads SLK.

#### Damer

##### Världscupen
- Totalsegrare: Vreni Schneider, Schweiz
- Slalom: Vreni Schneider, Schweiz
- Storslalom: Vreni Schneider, Schweiz
- Super G: Katja Seizinger, Tyskland
- Störtlopp: Picabo Street, USA
- Kombination: Pernilla Wiberg, Sverige

##### SM
- - Slalom vinns av Ylva Novén, Östersund-Frösö SLK. Lagtävlingen vinns av Östersund-Frösö SLK.
  - Storslalom vinns av Ylva Novén, Östersund-Frösö SLK. Lagtävlingen vinns av Östersund-Frösö SLK.
  - Super G vinns av Ingrid Helander, Getbergets SLK.
  - Störtlopp vinns av Ulrika Nordberg, IFK Mora AK. Lagtävlingen vinns av Sollefteå SK.
  - Kombination vinns av Ylva Novén, Östersund-Frösö SLK.

### Skidor, nordiska grenar
- 2-5 februari - Svenska skidspelen avgörs i Falun.[1]
- 15-19 februari - Svenska mästerskapen i längdskidåkning avgörs i Sunne.[1]
- 9-19 mars - Världsmästerskapen avgörs i Thunder Bay.[1]

#### Herrar

##### VM
- - 10 km Klassisk stil
- 1 Vladimir Smirnov, Kazakstan
- 2 Bjørn Dæhlie, Norge
- 3 Mika Myllylä, Finland
  - 25 km fri stil, jaktstart
- 1 Vladimir Smirnov, Kazakstan
- 2 Silvio Fauner, Italien
- 3 Jari Isometsä, Finland
  - 30 km klassisk stil
- 1 Vladimir Smirnov, Kazakstan
- 2 Bjørn Dæhlie, Norge
- 3 Aleksej Prokourorov, Ryssland
  - 50 km fri stil
- 1 Silvio Fauner, Italien
- 2 Bjørn Dæhlie, Norge
- 3 Vladimir Smirnov, Kazakstan
  - Stafett 4 x 10 km
- 1 Norge (Sture Sivertsen, Erling Jevne, Bjørn Dæhlie & Thomas Alsgaard)
- 2 Finland (Kari Hietamäki, Harri Kirvesniemi, Jari Rääsänen & Jari Isometsä)
- 3 Italien (Fulvio Valbusa, Marco Albarello, Fabio Maj & Silvio Fauner)
  - Nordisk kombination, individuellt (Backe K90 + 15 km fri stil)
- 1 Fred Børre Lundberg, Norge
- 2 Jari Mantila, Finland
- 3 Sylvain Guillaume, Frankrike
  - Nordisk kombination, lag (Backe K90 + 3 x 5 km fri stil)
- 1 Japan (Takanori Kono, Masashi Abe, Kenji Ogiwara & Kenji Ogiwara)
- 1 Norge (Bjarte Engen, Haldor Skard, Knut Tore Apeland & Fred Børre Lundberg)
- 3 Schweiz (Armin Krügel, Markus Wüst, Stefan Wittwer & Jean-Yves Cuendet)
  - Backhoppning, individuellt K90.
- 1 Takanobe Okabe, Japan
- 2 Hiroya Saitō , Japan
- 3 Mika Laitinen, Finland
  - Backhoppning, individuellt K120.
- 1 Tommy Ingebrigtsen, Norge
- 2 Andreas Goldberger, Österrike
- 3 Jens Weissflog, Tyskland
  - Backhoppning, lag K120.
- 1 Finland (Ari-Pekka Nikkola, Jani Soininien, Janne Ahonen & Mika Laitinen)
- 2 Tyskland (Hans-Jörg Jäkle, Dieter Thoma, Gerd Siegmund & Jens Weissflog )
- 3 Japan (Naoki Yasusaki, Hiroya Saito, Jin’ya Nishikata & Takanobe Okabe)

##### Världscupen
- 1 Vladimir Smirnov, Kazakstan
- 2 Bjørn Dæhlie, Norge
- 3 Jari Isometsä, Finland

##### Övrigt
- 5 mars - Sven-Erik Danielsson, Dala-Järna IK vinner Vasaloppet.[39]
- Okänt datum – Sixten Jernbergpriset tilldelades Mathias Fredriksson, Häggenås SK.

##### SM
- 15 km (K) vinns av Vladimir Smirnov, Stockviks SF. Lagtävlingen vinns av Dala-Järna IK.
- 30 km (K) vinns av Mathias Fredriksson, Häggenås SK. Lagtävlingen vinns av Åsarnas IK.
- 50 km (F) vinns av Anders Bergström, Domnarvets GIF. Lagtävlingen vinns av Domnarvets GIF.
- Jaktstart (15 km K + 10 km F) vinns av Vladimir Smirnov, Stockviks SF. Lagtävlingen vinns av Dala-Järna IK.
- Stafett 3 x 10 km (F) vinns av IFK Mora med laget  Tomas Andersson, Håkan Nordbäck och Staffan Larsson .

#### Damer

##### VM
- - 5 km klassisk stil
- 1 Larissa Lazutina, Ryssland
- 2 Nina Gavriljuk, Ryssland
- 3 Manuela Di Centa, Italien
  - 15 km jaktstart, fri stil
- 1 Larissa Lazutina, Ryssland
- 2 Nina Gavriljuk, Ryssland
- 3 Olga Danilova, Ryssland
  - 15 km klassisk stil
- 1 Larissa Lazutina, Ryssland
- 2 Jelena Välbe, Ryssland
- 3 Inger-Helene Nybråten, Norge
  - 30 km fri stil
- 1 Jelena Välbe, Ryssland
- 2 Manuela Di Centa, Italien
- 3 Antonina Ordina, Sverige
  - Stafett 4 x 5 km
- 1 Ryssland (Olga Danilova, Larissa Lazutina, Jelena Välbe och Nina Gavriljuk )
- 2 Norge (Marit Mikkelsplass, Inger-Helene Nybråten, Elin Nilsen  & Anita Moen)
- 3 Sverige (Anna Frithioff, Marie-Helene Östlund, Antonina Ordina & Anette Fanqvist)

##### Världscupen
- 1 Manuela Di Centa, Italien
- 2 Ljubov Jegorova, Ryssland
- 3 Jelena Välbe, Ryssland

##### SM
- 5 km (K) vinns av Marie-Helene Östlund, Hudiksvalls IF. Lagtävlingen vinns av Sollefteå SK.
- 15 km (K) vinns av Antonina Ordina, Sollefteå SK. Lagtävlingen vinns av Sollefteå SK.
- 30 km (F) vinns av Antonina Ordina, Sollefteå SK. Lagtävlingen vinns av Sollefteå SK.
- Jaktstart (5 km K + 10 km F) vinns av Antonina Ordina, Sollefteå SK. Lagtävlingen vinns av Sollefteå SK.
- Stafett 3 x 5 km (F) vinns av Sollefteå SK med laget  Lis Frost, Annika Evaldsson och Antonina Ordina .

### Skidskytte

#### Herrar

##### VM
- Sprint 10 km
  - 1 Patrice Bailly-Salins, Frankrike
  - 2 Pavel Muslimov, Ryssland
  - 3 Ricco Gross, Tyskland
- Distans 20 km
  - 1 Tomasz Sikora, Polen
  - 2 Jon-Åge Tyldum, Norge
  - 3 Oleg Ryzjenkov, Vitryssland
- Stafett 4 x 7,5 km
  - 1 Tyskland – Sven Fischer, Frank Luck, Mark Kirchner & Ricco Gross
  - 2 Frankrike – Lionel Laurent, Patrice Bailly-Salins, Thierry Dussère & Hervé Flandin
  - 3 Vitryssland – Igor Chochriakov,  Aleksandr Popov, Oleg Ryzjenkov & Vadim Sasjurin
- Lagtävling
  - 1 Norge – Frode Andresen, Dag Bjørndalen, Halvard Hanevold & Jon-Åge Tyldum
  - 2 Tjeckien – Petr Garabik, Roman Dostal, Jiři Holubec & Ivan Masarik
  - 3 Frankrike – Thierry Dussère, Frank Perrot, Lionel Laurent & Stéphane Bothieaux

##### Världscupen
- 1 Jon Åge Tyldum, Norge
- 2 Patrick Favre, Frankrike
- 3 Wilfried Pallhuber, Italien

#### Damer

##### VM
- Sprint 7,5 km
  - 1 Anne Briand, Frankrike
  - 2 Uschi Disl, Tyskland
  - 3 Corinne Niogret, Frankrike
- Distans 15 km
  - 1 Corinne Niogret, Frankrike
  - 2 Uschi Disl, Tyskland
  - 3 Jekaterina Dafovska, Bulgarien
- Stafett 4 x 7,5 km
  - 1 Tyskland – Uschi Disl, Antje Harvey, Simone Greiner-Petter-Memm & Petra Behle
  - 2 Frankrike – Corinne Niogret, Veronique Claudel, Florence Baverel & Anne Briand
  - 3 Norge – Ann Elen Skjelbrejd, Hildegunn Fossen, Annette Sikveland & Gunn Margit Andreassen
- Lagtävling
  - 1 Norge – Elin Kristiansen, Annette Sikveland, Gunn Margit Andreasen & Ann Elen Skjelbrejd
  - 2 Tyskland – Kathy Schwaab, Uschi Disl, Simone Greiner-Petter-Memm & Petra Behle
  - 3 Frankrike – Emmanuelle Claret, Veronique Claudel, Anne Briand & Corinne Niogret

##### Världscupen
- 1 Svetlana Paramygina, Vitryssland
- 2 Nathalie Santer, Italien
- 3 Anne Briand, Frankrike

### Tennis

#### Herrar
- 10-16 juli - 24-årige Fernando Meligeni, Sverige vinner Swedish Open genom att finalslå 23-årige Christian Ruud, Norge med 2-0 i set.[1]
- 6-12 november - 21-årige Thomas Enqvist, Sverige vinner Stockholm Open då turneringen flyttar hem till Kungliga tennishallen igen efter att ha gästat i Globen åren Swedish Open-Swedish Open.[1]

##### Tennisens Grand Slam
- Australiska öppna - Andre Agassi, USA
- 11 juni - Thomas Muster, Österrike vinner Franska öppna i Paris genom att finalslå Michael Chang, USA med 3-0 i set.[1]
- 9 juli - Peter Sampras, USA vinner Wimbledonmästerskapen genom att finalslå Boris Becker, Tyskland med 3-1 i set.[1]
- 9 september - Peter Sampras, USA vinner US Open i tennis genom att finalslå Andre Agassi, USA med 3-1 i set.[1]

##### Davis Cup
- 3 december - USA finalbesegrar Ryssland med 3-2 i Moskva.[40]

#### Damer

##### Tennisens Grand Slam
- Australiska öppna - Mary Pierce, Kanada
- Franska öppna - Steffi Graf, Tyskland
- Wimbledon - Steffi Graf, Tyskland
- US Open - Steffi Graf, Tyskland
- 26 november - Spanien vinner Fed Cup genom att finalbesegra USA med 3-2 i Valencia.[41]

### Volleyboll
- 3 april - Hylte VBK blir svenska mästare för herrar genom att vinna finalserien mot Örkelljunga VK med 3-0 i matcher.[1]
- 5 april - Sollentuna VK blir svenska mästare för damer genom att vinna finalserien med 3-1 i matcher mot KFUM Örebro.[1]
- 16 september - Italien vinner herrarnas Europamästerskap genom att finalslå Nederländerna med 3-2 i Aten.[42]
- 1 oktober - Nederländerna vinner damernas Europamästerskap genom att finalslå Kroatien med 3-0 i Arnhem.[43]

## Evenemang
- VM i bandy anordnas i Roseville, Minnesota, USA
- VM i basket anordnas i Toronto, Kanada
- VM i bordtennis anordnas i Tianjin, Kina
- VM på cykel anordnas i Duitama,  Colombia
- VM i curling för damer anordnas i Brandon, Manitoba, Kanada
- VM i curling för herrar anordnas i Brandon, Manitoba, Kanada
- VM i fotboll, damer anordnas i fem städer i Sverige
- VM i friidrott anordnas i Göteborg, Sverige.
- VM i handboll anordnas på Island.
- VM i ishockey anordnas i Stockholm  och Gävle, Sverige
- VM i konståkning anordnas i Birmingham, Storbritannien
- VM i simning på kort bana anordnas i Rio de Janeiro, Brasilien
- VM på skidor, alpina grenar skulle ha anordnats i Sierra Nevada, Spanien men inställs på grund av snöbrist. Meddelandet kommer den 26 januari, och evenemanget skjuts ett år framåt i tiden.[1]
- VM på skidor, nordiska grenar anordnas i Thunder Bay, Kanada
- VM i skidskytte anordnas i Antholz, Italien
- EM i innebandy anordnas i Schweiz
- EM i konståkning anordnas i Dortmund, Tyskland
- EM i simning på lång bana anordnas i Wien, Österrike

## Övrigt
- 28 november - 25-åriga svenska golfspelaren Annika Sörenstam får priset för årets bästa svenska sportprestation.[1]

## Födda
- 13 mars – Mikaela Shiffrin, amerikansk alpin skidåkare.
- 20 september – Laura Dekker, nederländsk seglare, världens yngsta ensamvärldsomseglare.
- 3 november – Coline Mattel, fransk backhoppare.

## Avlidna
- 9 januari – Gisela Mauermayer, tysk friidrottare, OS-guld
- 2 februari – Fred Perry, brittisk tennisspelare.
- 5 april – Botvinik, rysk schackspelare.[1]
- 30 maj - Ted Drake, engelsk fotbollsspelare och -tränare.
- 23 juni – Anatolij Tarasov, rysk ishockeytränare.
- 3 juli - Pancho Gonzales, amerikansk tennisspelare.
- 17 juli – Juan Manuel Fangio, 84, argentinsk racerförare – F1.[1]
- 13 augusti - Mickey Mantle, amerikansk basebollspelare.
- 9 september – Erik Nilsson, 79, svensk fotbollsspelare.[1]
- 15 september - Gunnar Nordahl, svensk fotbollsspelare.[1]
- 15 oktober
  - Bengt Åkerblom, 28, svensk ishockeyspelare (fick skridskon mot halsen under match).[1]
  - Sven-Olof Hammarlund, 54, svensk idrottsledare, ordförande för ITTF.[1]
- 4 november – Prawitz Öberg, 64, svensk fotbollsspelare.[1]
- 20 november – Sergej Grinkov, rysk konståkare.

### Fotnoter
1. 1 2 3 4 5 6 7 8 9 10 11 12 13 14 15 16 17 18 19 20 21 22 23 24 25 26 27 28 29 30 31 32 33 34 35 36 37 38 39 40 41 42 43 44 45 46 47 48 49 50 51 52 53 54 55 56 57 58 59 60 61 62 63 64 65 66 67 68 69 70 71 72 73 74 75 76 77 78 79 80 81   Horisont 1995. Bertmarks
2. ↑  ”World Championships 1994/95” (på engelska). Bandysidan. http://www.bandysidan.nu/event.php?EVID=69. Läst 20 augusti 2011.
3. ↑  Erik Jonsson (18 mars 1995). ”1990–1999”. Svenska Bandyförbundet. Arkiverad från originalet den 17 mars 2020. https://web.archive.org/web/20200317214705/https://www.svenskbandy.se/BANDYFINALEN/HISTORIK/Svenskamastare/Damer/1990-1999. Läst 18 mars 2020.
4. ↑  Erik Jonsson (19 mars 1995). ”1990–1999”. Svenska Bandyförbundet. https://www.svenskbandy.se/BANDYFINALEN/HISTORIK/Svenskamastare/Herrar/1990-1999/. Läst 18 mars 2020.
5. ↑  Jimmy Andersson. ”Slutspelet 1994/95”. Jimbo Bandy. Arkiverad från originalet den 24 maj 2012. https://archive.is/20120524221049/http://www.jimbobandy.nu/90-tal/95_slut.html. Läst 20 augusti 2011.
6. ↑  ”World Cup”. http://www.bandysidan.nu/event.php?EVID=130. Läst 20 augusti 2011.
7. ↑  ”1995 World Series” (på engelska). Baseball-Reference.com. https://www.baseball-reference.com/postseason/1995_WS.shtml. Läst 1 december 2021.
8. ↑  ”Basketball Reference”. http://www.basketball-reference.com/leagues/NBA_1995_games.html. Läst 25 augusti 2011.
9. ↑  ”Sport Statistics”. Arkiverad från originalet den 3 juli 2015. https://web.archive.org/web/20150703221218/http://todor66.com/basketball/Europe/Women_1995.html. Läst 24 augusti 2011.
10. ↑  ”Sport Statistics”. Arkiverad från originalet den 18 juni 2011. https://web.archive.org/web/20110618003811/http://www.todor66.com/basketball/Europe/Men_1995.html. Läst 24 augusti 2011.
11. ↑  ”European Women Championship 1993-95” (på engelska). RSSSF. http://www.rsssf.com/tablese/eur-women95.html. Läst 16 augusti 2011.
12. 1 2 3  ”European Competitions 1994-95” (på engelska). RSSSF. http://www.rsssf.com/ec/ec199495.html. Läst 16 augusti 2011.
13. ↑  ”England FA Challenge Cup 1994-1995” (på engelska). RSSSF. http://www.rsssf.com/tablese/engcup1995.html. Läst 19 augusti 2012.
14. ↑  ”SFS”. http://www.bolletinen.se/sfs/allsvenskan/cupfinaler.pdf. Läst 16 augusti 2011.
15. ↑  ”Women's World Cup 1995” (på engelska). RSSSF. http://www.rsssf.com/tablesw/wwc95f.html. Läst 12 augusti 2011.
16. ↑  ”Copa América 1995” (på engelska). RSSSF. http://www.rsssf.com/tables/95safull.html. Läst 16 augusti 2011.
17. ↑  Jimmy Lindahl (11 mars 2005). ”Svenska cupen – finalmatcher”. Bolletinen. http://www.bolletinen.se/sfs/pdf/stat_h_allsvens_1941_2005_stat_herr_cupen_finalmatcher.pdf. Läst 21 augusti 2012.
18. ↑  ”1994”. Hammarby IF:s historia. http://www.hifhistoria.se/Historia/1994.html. Läst 21 augusti 2012.
19. ↑  ”1990” (på portugisiska). Sylvesterloppet. Arkiverad från originalet den 1 mars 2014. https://web.archive.org/web/20140301032551/http://www.saosilvestre.com.br/1990. Läst 19 augusti 2012.
20. ↑  ”Boston Marathon”. Arkiverad från originalet den 27 april 2015. https://web.archive.org/web/20150427035419/http://www.baa.org/races/boston-marathon/boston-marathon-history/past-champions/past-mens-open-champions.aspx. Läst 9 april 2011.
21. ↑  ”Boston Marathon”. Arkiverad från originalet den 7 mars 2012. https://web.archive.org/web/20120307073943/http://www.baa.org/races/boston-marathon/boston-marathon-history/past-champions/past-womens-open-champions.aspx. Läst 9 april 2011.
22. ↑  ”Sport Statistics”. Arkiverad från originalet den 22 september 2015. https://web.archive.org/web/20150922001404/http://www.todor66.com/handball/World/Men_1993.html. Läst 23 augusti 2011.
23. ↑  ”Sport Statistics”. Arkiverad från originalet den 24 augusti 2011. https://web.archive.org/web/20110824151745/http://www.todor66.com/handball/World/Women_1995.html. Läst 23 augusti 2011.
24. ↑  ”SM-slutspel herrar 1993/94”. Svenska Innebandyförbundet. Arkiverad från originalet den 15 december 2011. https://web.archive.org/web/20111215202041/http://www.innebandy.se/sv/StatistikHistorik/Statistik-och-rekord-herrar-elit/SM-slutspel-genom-tiderna-herrar1/199495/. Läst 22 augusti 2011.
25. ↑  ”SM-slutspel damer 1993/94”. Svenska Innebandyförbundet. Arkiverad från originalet den 15 december 2011. https://web.archive.org/web/20111215203235/http://www.innebandy.se/sv/StatistikHistorik/Statistik-och-rekord-damer-elit/SM-slutspel-genom-tiderna-damer1/199495/. Läst 22 augusti 2011.
26. 1 2  ”Datum i innebandyhistorien”. Svenska Innebandyförbundet. Arkiverad från originalet den 15 maj 2021. https://web.archive.org/web/20210515132333/https://epiadmin.innebandy.se/sv/StatistikHistorik/Datum-i-innebandyhistorien/. Läst 22 augusti 2011.
27. ↑  ”Championnat du monde 1995 des moins de 20 ans” (på franska). Hockey Archives. 4 januari 1995. https://www.hockeyarchives.info/U-20_1995.htm. Läst 9 september 2012.
28. ↑  ”Matches internationaux 1994/95” (på franska). Hockey Archives. 6 februari 1995. https://www.hockeyarchives.info/inter1995.htm. Läst 20 augusti 2012.
29. ↑   (på svenska)Hockey (CEWE) (3, 4). 1995.
30. ↑  ”Championnats d'Europe féminins 1995” (på franska). Hockey Archives. 25 mars 1995. https://www.hockeyarchives.info/eurofem1995.htm. Läst 15 augusti 2011.
31. ↑  ”Championnat de Suède 1994/95” (på franska). Hockey Archives. 6 april 1995. https://www.hockeyarchives.info/Suede1995.htm. Läst 15 augusti 2011.
32. ↑  ”Championnats du Pacifique féminins 1995” (på franska). Hockey Archives. 8 april 1995. https://www.hockeyarchives.info/pacifiquefem1995.htm. Läst 9 september 2012.
33. ↑  ”Andorra” (på engelska). International Ice Hockey Federation. 4 maj 1995. https://www.iihf.com/en/associations/322/andorra. Läst 21 augusti 2011.
34. ↑  ”Championnats du monde 1995” (på franska). Hockey Archives. 7 maj 1995. https://www.hockeyarchives.info/mondial1995.htm. Läst 15 augusti 2011.
35. ↑  ”NHL 1994/95” (på franska). Hockey Archives. https://www.hockeyarchives.info/NHL1995.htm. Läst 23 mars 2020.
36. ↑  ”Matches internationaux 1995/96” (på franska). Hockey Archives. 21 december 1995. https://www.hockeyarchives.info/inter1996.htm. Läst 20 augusti 2012.
37. ↑  ”Coupe d'Europe 1995/96” (på franska). Hockey Archives. 30 december 1995. https://www.hockeyarchives.info/Europe1996.htm. Läst 9 september 2012.
38. ↑  ”World Orienteering Championships 1995” (på engelska). Arkiverad från originalet den 20 september 2012. https://web.archive.org/web/20120920083859/http://orienteering.org/events/?event_id=30. Läst 20 augusti 2012.
39. ↑  ”Historiska segrare”. Vasaloppet. Arkiverad från originalet den 22 mars 2020. https://web.archive.org/web/20200322121012/https://www.vasaloppet.se/wp-content/uploads/sites/1/2019/09/historiska_segrare_vasaloppet_sve_2019-09-18.pdf. Läst 5 september 2011.
40. ↑  ”Davis Cup”. http://www.daviscup.com/en/results/tie/details.aspx?tieId=10005374. Läst 20 augusti 2011.
41. ↑  ”Fed Cup”. Arkiverad från originalet den 24 mars 2012. https://web.archive.org/web/20120324131114/http://www.fedcup.com/en/results/tie/details.aspx?tieId=20004434. Läst 21 augusti 2011.
42. ↑  ”Sport Statistics”. Arkiverad från originalet den 26 juni 2015. https://web.archive.org/web/20150626133859/http://todor66.com/volleyball/Europe/Men_1995.html. Läst 24 augusti 2011.
43. ↑  ”Sport Statistics”. Arkiverad från originalet den 23 juni 2015. https://web.archive.org/web/20150623145639/http://todor66.com/volleyball/Europe/Women_1995.html. Läst 24 augusti 2011.